# Wilson Teixeira Beraldo
Wilson Teixeira Beraldo (20 de abril de 1917, Silvianópolis, Minas Gerais, Brasil – 28 de julho de 1998, Belo Horizonte, Minas Gerais) foi um médico e fisiologista brasileiro, sendo co-descobridor da substância bradicinina, em colaboração com Maurício Rocha e Silva e Gastão Rosenfeld. 
Formou-se médico pela Faculdade de Medicina da UFMG em 1943. Tornou-se livre docente em Fisiologia pela Faculdade de Medicina da Universidade de São Paulo e, posteriormente, professor catedrático de Fisiologia pela Faculdade de Medicina da UFMG e professor titular de Fisiologia do Instituto de Ciências Biológicas da UFMG.
Em junho de 1948, participou da fundação da Sociedade Brasileira para o Progresso da Ciência (SBPC), além de posteriormente também ter ajudado na criação da FAPEMIG. Integrou o comitê de seleção de professores do Max Plank Institute da Alemanha e da Universidade de Buenos Aires. Foi consultor "Ad-Hoc" do CNPq e orientador do curso de pós-graduação em Fisiologia da UFMG, Fellow da Fundação Rockefeller e do British Council. Foi membro da Academia Brasileira de Ciência e da "The New York Academy of Sciences"

## Trabalhos
Uma de suas contribuições mais importantes foi a descoberta da bradicinina, em colaboração com Maurício Rocha e Silva, do Instituto Biológico de São Paulo, e Rosenfeld. Elucidou também que a calicreína urinária não é de origem pancreática, mas renal e que a ação ocitócica da calicreína urinária do rato não depende de formação de cininas.
Como cientista demonstrou a liberação da Bradicinina nos choques anafiláticos e peptônico. Elucidou também que a Calicreína urinária não é de origem pancreática, mas renal e que a ação ocitócica da calicreína urinária do rato não depende de formação de cininas.
Além pesquisador e orientador, Wilson Beraldo foi um grande educador, referência constante na vida acadêmica . Aos 73 anos de idade, possuía 150 trabalhos publicados. 
Foi presidente de honra da Sociedade Brasileira para o Progresso da Ciência - SBPC - até sua morte aos 81 anos, em 28 de julho de 1998.

## História
A descrição, em 1949, da bradicinina, substância que resultou no desenvolvimento de um dos medicamentos mais usados no controle da hipertensão arterial, é considerada a segunda mais importante descoberta científica no Brasil. O atestado é da Sociedade Brasileira de História da Medicina, para quem o advento do vasodilatador só perde em relevância para a descoberta da Doença de Chagas, no início do século passado, pelo cientista mineiro Carlos Chagas.
Os responsáveis pela façanha foram os professores Maurício Rocha e Silva, da USP, Wilson Teixeira Beraldo – seu assistente formado em Medicina pela então UMG – e Gastão Rosenfeld, egresso do Instituto Butantã. Em fins de 1947, depois de mais um teste com injeção de veneno de jararaca aplicada em cão, o trio percebeu que o animal sofria uma queda de pressão, reação diferente da então verificada, chamada de histamina. A nova reação ganhou o nome de bradicinina, que significa “movimento lento” (do grego bradys, lento, e kinein, movimento), uma vez que não surgia instantaneamente. Os resultados do experimento foram relatados no número inaugural da Revista Ciência e Cultura, da recém-criada SBPC, e no American Journal of Physiology.
As pesquisas continuaram, e a equipe chegou a isolar a substância que acabou por resultar em um pó. A aplicação terapêutica, no entanto, só viria mais tarde, quando um dos discípulos de Maurício Rocha Silva, o professor Sérgio Ferreira, isolou o BPF (Bradykin Potenciating Factor) do veneno de jararaca, procedimento que viabilizou a síntese do Captopril, largamente empregado no tratamento da hipertensão.
Em entrevista, em março de 1989, Wilson Beraldo explicando a ação da bradicinina. “Ela é produzida por enzimas e liberada pelo organismo em processos que precedem a queda da pressão arterial. No caso da nossa pesquisa, a liberação foi provocada pela injeção do veneno de jararaca no sangue de um cão”, disse o professor. Além de seu efeito sobre a pressão arterial, a substância age sobre a secreção de glândulas salivares, sobre o pâncreas, interfere na coagulação do sangue e na secreção de urina, alergias, inflamações e reações anafiláticas. Mais tarde, descobriu-se que ela também atua na estimulação dos terminais nervosos que levam a mensagem de dor para o cérebro.
Wilson Teixeira Beraldo, falecido em 1998, foi um dos fundadores, em 1948, da Sociedade Brasileira para o Progresso da Ciência.
*Reportagem originalmente publicada na edição “Especial SBPC (3ª edição) – Ano 43 – março de 2017” do Boletim UFMG